# Tambakdono
Tambakdono is een bestuurslaag in het regentschap Surabaya van de provincie Oost-Java, Indonesië. Tambakdono telt 1822 inwoners (volkstelling 2010).